# Antoon Vergote

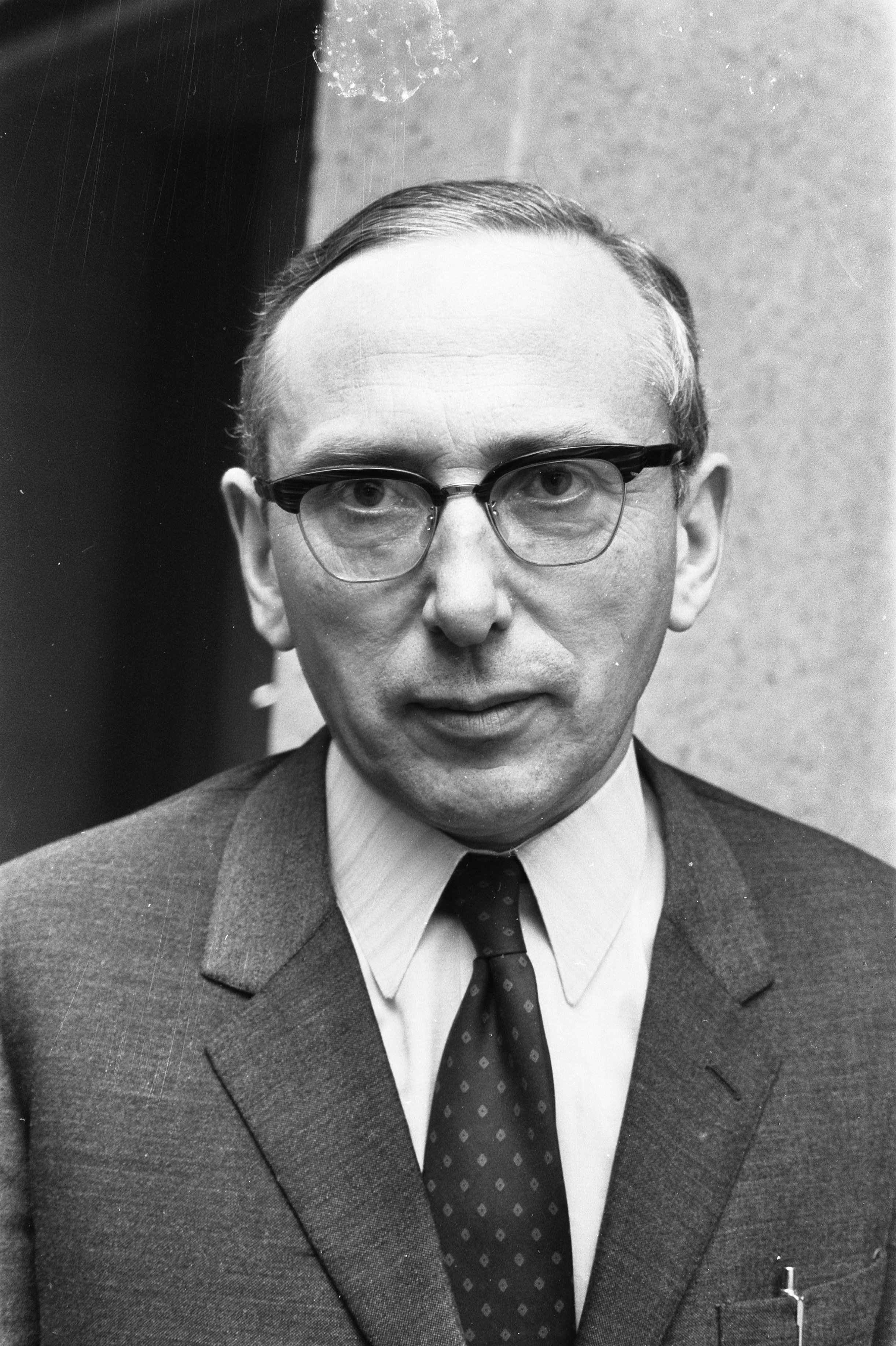
Antoon Vergote (1972)

Antoon Vergote (Kortrijk, 8 december 1921 – Leuven, 10 oktober 2013) was een Belgische priester, theoloog en psycholoog. Hij is de broer van Jaak Stervelynck. 

## Levensloop
Na zijn priesterstudies te Leuven werd hij (1950) doctor in de theologie, op een studie over het getuigenis-thema in het vierde evangelie. Vervolgens promoveerde hij in 1954 in de filosofie met een studie over het wilsrealisme in de filosofie van Thomas van Aquino. Beide doctoraten werden behaald aan de toen nog tweetalige Leuvense universiteit. Verder specialiseerde hij zich in de psychoanalyse en de antropologie aan het Institut Catholique te Parijs, en kwam er in contact met Claude Lévi-Strauss, Maurice Merleau-Ponty en vooral Jacques Lacan. Later (1962) werd hij zelf hoogleraar te Leuven. Door zijn meertaligheid bracht hij de Franse psychoanalytische traditie in verband met de Leuvense theologie en psychologie, en werd hij een autoriteit op het gebied van godsdienstpsychologie. Hij verdiepte zich ook in de belevingswereld bij niet-westerse religies. Hij is auteur van talrijke werken over psychoanalyse en hoe die zich verhoudt tot geloof en religie. In 1998 ontving Vergoote een eredoctoraat van de Katholieke Universiteit Nijmegen.

## Publicaties (selectie)
- Godsdienstpsychologie (1966)
- Het huis is nooit af (1974)
- Bekentenis en begeerte in de religie (1978)
- Religie, geloof en ongeloof (1984)
- Het meerstemmige leven (1987)
- Cultuur, religie, geloof (1989)
- De Heer je God liefhebben (1998)
- Moderniteit en christendom (1999)
- De sublimatie (2002)
- Schizofrenie (2011)